# Bitkine
Bitkine este un oraș din centrul Ciadului. Este reședința departamentului Abtouyour.